# Брем, Жан де
Жан Николя Марсетто де Брем (фр. Jean Nicolas Marcetteau de Brem; 2 августа 1935, Париж; 18 апреля 1963, Париж) — французский журналист, поэт, автор историко-философских сочинений и ультраправый активист. Лейтенант парашютно-десантных войск, участник Алжирской войны и Суэцкой экспедиции. Боевик подпольной сети ОАС, совершил политически мотивированное убийство. Убит при задержании в перестрелке с полицией.

## Военный и журналист
Родился в семье вандейского происхождения с давней военной традицией. Окончил Лицей Бюффона. Военную службу проходил во 2-м парашютно-десантном полку морской пехоты. Участвовал в Алжирской войне и в Суэцкой экспедиции, десантировался в Порт-Саиде. Имел офицерское звание лейтенанта.
После армии Жан де Брем профессионально занялся журналистикой. Публиковался в крупных парижских газетах, включая Paris Match. Писал также стихи и историософские сочинения.

## «Последний европеец»
Жан де Брем придерживался крайне правых политических позиций, был убеждённым националистом, приверженцем традиционных ценностей, непримиримым антикоммунистом, сторонником сохранения Французской колониальной империи, прежде всего Французского Алжира. Увлечённо изучал историю, особенно средневековую. Его кумирами были носители рыцарской и военной романтики и объединители Европы: Карл Великий, Карл Смелый, Карл V Габсбург, Филипп II Габсбург, Людовик XIV, Наполеон Бонапарт.
Свои взгляды Жан де Брем системно изложил в двухтомнике Le testament d’un Européen — Завещание европейца (опубликовано в 1964, после смерти автора). Трактат проникнут идеями французского национализма, христианского традиционализма, евроцентризма и антикоммунизма. Обозревая европейскую историю Античности и Средневековья, эпохи Возрождения и революций Нового времени, де Брем грезил об экуменическом соединении западноевропейского римо-католицизма с «восточноевропейской православной ортодоксией», протестантизмом и «североевропейской нордической верой». Призывал к созданию «Евро-Африканской конфедерации» на основе европейского колониализма. Считал Африку «источником энергии будущего, плацдармом нового европейского возрождения».

Каждый из нас — последний из европейцев. С одной стороны, я хотел возвеличить мучеников и великих полководцев, установивших в мире господство Европы. С другой — осудить учеников чародея, которые заставили Запад отступить и теперь готовят его тотальный разгром. Также я хотел объяснить, что такое Европа сегодня и чем она может стать. Чтобы мой читатель получил побуждение к борьбе — то есть шанс на победу.

Жан де Брем

Отслужив в армии, Жан де Брем вступил в организацию Независимая молодёжь — молодёжное крыло консервативно-аграристской партии Национальный центр независимых и крестьян. Поначалу он поддерживал в 1958 возвращение к власти генерала Шарля де Голля. Де Брем ожидал, что генерал удержит Алжир (кроме того, двоюродный брат де Брема Оливье Гишар был влиятельным «бароном голлизма»). Но предоставление Алжиру независимости де Брем счёл изменой и примкнул к ультраправой террористической организации ОАС.

## Ультраправый боевик
22 августа 1962 боевик ОАС Жан-Мари Бастьен-Тири организовал неудачное покушение на президента де Голля. Бастьен-Тири был арестован и предстал перед судом. Президент Банка Парижского союза Анри Ляфон, экономический советник де Голля, в своё время был связан с ОАС. Подпольщики ОАС рассчитывали, что банкир воздействует на президента с целью помилования Бастьен-Тири или даже выступит с соответствующими показаниями в суде. Но Ляфон отказался от этого.
4 марта 1962 Бастьен-Тири был приговорён к смертной казни и через неделю расстрелян. Жан де Брем перевёл на французский и под названием La Cavalcade адаптировал к делам ОАС немецкую военную песню Der gute Kamerad. 6 марта 1962 де Брем застрелил Ляфона, крикнув: «От Бастьен-Тири!»
Версия теракта ОАС сразу сделалась приоритетной. Но обнаружить де Брема удалось случайно. 18 апреля 1962 двое полицейских в квартале Валь-де-Грас профилактировали угоны и кражи из автомобилей. Два человека вызвали подозрение — открывали припаркованную машину явно самодельным ключом. Полицейские потребовали документы. Проверяемые оказали сопротивление: один пытался бежать, другой стал стрелять и ранил патрульного. Начальник патруля открыл ответный огонь. Стрелявший был убит, бежавший задержан. Вскоре установлена личность погибшего: это оказался Жан де Брем (задержанный напарник Серж Бернье тоже был крупным деятелем ОАС).
В современной Франции крайне правые авторы называют Жана де Брема «быстро забытым стражем Европы». Его гибель характеризуется как «убийство, совершённое голлистским режимом». Но в основном Жан де Брем воспринимается как ультраправый экстремист, хотя яркая личность и интересный автор.